# خافي لوبيز (لاعب كرة قدم)
خافي لوبيز (بالإسبانية: Javi López)‏ هو لاعب كرة قدم إسباني في مركز ظهير ‏، ولد في 25 مارس 2002 في سانتا كروز دي تينيريفه في إسبانيا. لعب مع ديبورتيفو ألافيس.

## وصلات خارجية
- خافي لوبيز (لاعب كرة قدم) على موقع قاعدة بيانات كرة القدم.إي يو (الإنجليزية)
- خافي لوبيز (لاعب كرة قدم) على موقع Soccerway.com (الإنجليزية)
- خافي لوبيز (لاعب كرة قدم) على موقع عالم كرة القدم.نت (الإنجليزية)